# Aeroportul Linz
Aeroportul Linz (IATA: LNZ, ICAO: LOWL) este un aeroport din Hörsching⁠(d), Linz-Land District⁠(d), Austria Superioară, Austria ce deservește zona Linz. Aeroportul a fost tranzitat în 2022 de 207.766 de pasageri. A fost deschis în 1955 și numit după zona deservită.
Situat la o altitudine de 299 m, aeroportul dispune de 1 pistă.

## Infrastructură

### Piste
Aeroportul dispune de o singură pistă. Pista 08/26 are suprafața de asfalt și dimensiunile 3.000 m × 60 m. 